# Pristurus rupestris
Espèce
Synonymes
- Pristurus flavipunctatus guweirensis Haas, 1943

Statut de conservation UICN

 LC  : Préoccupation mineure
Pristurus rupestris est une espèce de geckos de la famille des Sphaerodactylidae.

## Répartition
Cette espèce se rencontre :
- dans le sud-ouest de la Jordanie ;
- en Arabie saoudite ;
- en Iran ;
- aux Émirats arabes unis
- à Oman ;
- en Érythrée ;
- dans le nord de la Somalie ;
- en Éthiopie ;
- à Djibouti.

Sa présence est incertaine au Pakistan, au Soudan et au Soudan du Sud.

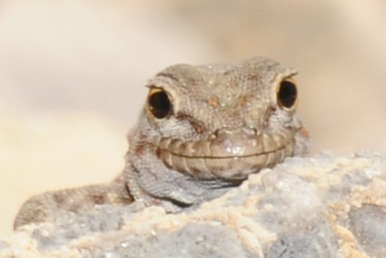

## Liste des sous-espèces
Selon The Reptile Database (12 juin 2012) :
- Pristurus rupestris guweirensis Haas, 1943
- Pristurus rupestris iranicus Schmidt, 1952
- Pristurus rupestris rupestris Blanford, 1874

## Publications originales
- Blanford, 1874 : Descriptions of new lizards from Persia and Baluchistàn. Annals and Magazine of Natural History, ser. 4, vol. 13, p. 453-455 (texte intégral).
- Haas, 1943 : On a collection of reptiles from Palestine, Transjordan, and Sinai. Copeia, vol. 1943, n. 1, p. 10-15.
- Schmidt, 1952 : Diagnoses of new amphibians and reptiles from Iran. Natural History Miscellanea, vol. 93, p. 1-2.